# 1800. pr. Kr.
◄ | 19. stoljeće pr. Kr. | 18. stoljeće pr. Kr. | 17. stoljeće pr. Kr. | ►
◄ | 1830-ih pr. Kr. | 1820-ih pr. Kr. | 1810-ih pr. Kr. | 1800-ih pr. Kr. | 1790-ih pr. Kr. | 1780-ih pr. Kr. | 1770-ih pr. Kr. | ►
◄◄ | ◄ | 1803. pr. Kr. | 1802. pr. Kr. | 1801. pr. Kr. | 1800 pr. Kr. | 1799. pr. Kr. | 1798. pr. Kr. | 1797. pr. Kr. | ► | ►►

## Događaji
- Približni početak stvaranja ranobrončanodobnog naselja i gradine na uzvisini Monkodonji.[1]